# Diecezja Zhoucun
Diecezja Zhoucun (łac. Dioecesis Ceuziienensis, chiń. 天主教周村教区) – rzymskokatolicka diecezja ze stolicą w Zhoucun, w prefekturze miejskiej Zibo, w prowincji Szantung, w Chińskiej Republice Ludowej. Biskupstwo jest sufraganią archidiecezji Jinan.

## Historia
16 kwietnia 1929 papież Pius XI brewe Ut aucto erygował misję sui iuris Zhangdian. Dotychczas wierni z tych terenów należeli do wikariatu apostolskiego Jinan (obecnie archidiecezja Jinan). 1 czerwca 1932 podniesiono ją do rangi prefektury apostolskiej, a 18 maja 1937 do rangi wikariatu apostolskiego zmieniając nazwę na wikariat apostolski Zhoucun.
Podczas II wojny światowej wikariusz apostolski Zhoucun Amerykanin Henry Ambrose Pinger OFM spędził cztery lata w japońskim obozie koncentracyjnym.
W wyniku reorganizacji chińskich struktur kościelnych dokonanych przez Piusa XII 11 kwietnia 1946 wikariat apostolski Zhoucun został podniesiony do rangi diecezji.
Z 1950 pochodzą ostatnie pełne, oficjalne kościelne statystyki. Diecezja Zhoucun liczyła wtedy:
- 29 411 wiernych (1% społeczeństwa)
- 35 kapłanów (12 diecezjalnych i 23 zakonnych)
- 25 sióstr zakonnych
- 17 parafii.

Od zwycięstwa komunistów w chińskiej wojnie domowej w 1949 diecezja, podobnie jak cały prześladowany Kościół katolicki w Chinach, nie może normalnie działać. W 1951 komuniści aresztowali bp Henriego Ambrose'a Pingera. Spędził on pięć lat w chińskim więzieniu, a następnie został wydalony z kraju. W 1958 Patriotyczne Stowarzyszenie Katolików Chińskich mianowało swojego ordynariusza Josepha Zonga Huaide, mimo iż bp Pinger nie zrezygnował z katedry. Zong Huaide przyjmując sakrę biskupią bez zgody papieża zaciągnął na siebie ekskomunikę latae sententiae. Posłuszeństwo wobec władz państwowych nie uchroniło go przed aresztowaniem i zesłaniem do obozu pracy przymusowej w czasie rewolucji kulturalnej. Po odwilży wrócił do pracy biskupa i zachował lojalne stanowisko wobec rządu. W latach 1982–1997 był przewodniczącym Patriotycznego Stowarzyszenia Katolików Chińskich. Zmarł w 1997.
W 1993 w Kościele podziemnym biskupem Zhoucun za zgodą papieża został John Gao Kexian. Od 1997 także biskup Yantai. W 1999 został aresztowany i od tego czasu osadzony był w nieznanym miejscu. W 2005 jego rodzina otrzymała informację o śmierci 77-letniego hierarchy.
W 1997 władzę w diecezji Kościoła otwartego objął dotychczasowy koadiutor Joseph Ma Xuesheng. Stolica Apostolska zatwierdziła go później.
W 2009 Kościół otwarty wybrał na koadiutora Josepha Yanga Yongqianga. Po otrzymaniu zgody papieża, przyjął on sakrę biskupią w kolejnym roku. W 2013 został ordynariuszem.

## Ordynariusze
- Henry Ambrose Pinger OFM[8]
  - superior (1930 – 1932)
  - prefekt apostolski (1932 - 1937)
  - wikariusz apostolski (1937 - 1946)
  - biskup (1946 - 1988) de facto aresztowany w 1951 i wydalony z komunistycznych Chin w 1956, nie miał po tym czasie realnej władzy w diecezji[1]
- John Gao Kexian (1993 - 2005) od 1997 także biskup Yantai
- Joseph Ma Xuesheng (? - 2013)
- Joseph Yang Yongqiang (2013 - nadal)

### Antybiskupi
Ordynariusze mianowani przez Patriotyczne Stowarzyszenie Katolików Chińskich nieposiadający mandatu papieskiego:
- bp Joseph Zong Huaide (1958 – 1997) od 1963 także antybiskup Jinan
- bp Joseph Ma Xuesheng (1997 - ?) następnie uznany przez papieża.